# Partido Republicano Trabalhista
O Partido Republicano Trabalhista (PRT) foi um partido político brasileiro fundado em 1948 que sucedeu ao antigo Partido Republicano Democrático (PRD), presidido inicialmente por José de Souza Marques, fundado em 1945. Atuou principalmente no estado do Rio de Janeiro e no então Distrito Federal, e tinha base no eleitorado protestante, predominante em seus fundadores. No pleito de 1947, elegeu apenas um deputado estadual no ES, Alberto Stange Junior. Em 1949-50, foi presidido pelo deputado federal Guaracy Silveira (SP), que tinha sido eleito pelo PTB - em 1950, o PRT elegeu o deputado federal Roberto Morena (DF), militante comunista acolhido no partido, e 2 deputados estaduais em SP, além de 2 vereadores no Distrito Federal. Boa parte dos eleitos em 1950 tinha ligação com o PCB, então posto na ilegalidade.
Ainda no pleito de 1950, o PRT abrigou também o dissidente do PTB Hugo Borghi, candidato a governador de S. Paulo, que obteve 28% dos votos.
Em 1954, elegeu novamente um deputado federal pelo DF,  Bruzzi de Mendonça, e 3 deputados estaduais em SP, alem do suplente de senador Oswaldo Moura Brasil Amaral (suplentes de senador também eram eleitos pelo voto direto), além de manter 2 vereadores no DF; Em 1958 mudou seu nome para Partido Rural Trabalhista, conservando a sigla (PRT) Em 1961, novamente requereu ao TSE a mudança de denominação para Partido Republicano Trabalhista. Nos pleitos de 1958 e 1962 elegeu dezenas de deputados estaduais em São Paulo, Pernambuco e Ceará, sendo que em 1958, chegou a eleger 4 vereadores na Câmara do Distrito Federal.